# 味匠
株式会社 味匠(あじしょう)とは、かつて香川県・愛媛県を中心に料理・アミューズメント事業のほか、飲食店のフランチャイズ事業などを行っていた日本の企業である。
本項では同社から事業を継承した株式会社さぬきについても述べる。

## 沿革
- 1988年3月 - 会社設立。
- 1996年 - 善通寺グランドホテルを加ト吉(現・テーブルマーク)より譲り受ける[1][2]。
- 1998年 - 坂出グランドホテルを加ト吉より譲り受ける。
- 1998年 - 料理お届けサービスを開始。
- 2000年 - 常盤山公園山頂にチャペル「サン・アンジェリーナ」を開業。
- 2001年 - 宇多津グランドホテル(旧・宇多津国際ホテル)を開業。
- 2004年 - ユニ・チャームが経営していたゴールドタワー改装し「プレイパークゴールドタワー」として開業。
- 2012年 - 「サン・アンジェリーナ」を閉鎖したと同時にチャペル事業から撤退[3]。
- 2017年 - ホテル事業を他社へ譲渡[4][3]。
- 2018年
  - 6月1日 - 会社分割を行い、全事業を株式会社さぬきへ譲渡したと同時に事業停止。商号を株式会社SK産業へ変更し、事後処理を弁護士に一任。負債総額31億3,000万円[4][3]。
  - 7月12日 - 高松地方裁判所丸亀支部から破産手続開始決定を受ける[5]。
- 2020年7月10日 - 法人格消滅。

## 運営していた施設

### ホテル
3棟とも2017年6月に他社へ譲渡された。
- 坂出グランドホテル(1987年開業、1998年より味匠が運営。)
- 善通寺グランドホテル(1979年開業、1996年より味匠が運営。)
- 宇多津グランドホテル(旧・宇多津国際ホテル。2001年より味匠が運営。)

### アミューズメント
- プレイパークゴールドタワー - 2018年6月にさぬきへ事業譲渡。

### 天然温泉
- 癒しの里 さらい

ほかに、飲食店のフランチャイズ事業などを行っていた。

## テレビCM
- 2000年代ごろ、プレイパークゴールドタワーや味匠がフランチャイズ経営する飲食店のCMが放送されていた。
- サウンドロゴ歌唱は本多春奈。